# Wola Mysłowska (Łuków)
Pour les articles homonymes, voir Wola Mysłowska.
Wola Mysłowska (prononciation : [ˈvɔla mɨˈswɔfska]) est un village polonais de la gmina de Wola Mysłowska dans le powiat de Łuków de la voïvodie de Lublin dans l'est de la Pologne.
Le village est le siège administratif (chef-lieu) de la gmina appelée gmina de Wola Mysłowska.
Il se situe à environ 31 kilomètres à l'ouest de Łuków (siège du powiat) et 80 kilomètres au nord-ouest de Lublin (capitale de la voïvodie).
Le village comptait approximativement une population de 282 habitants en 2009.

## Histoire
De 1975 à 1998, le village est attaché administrativement à l'ancienne voïvodie de Siedlce.

Depuis 1999, il fait partie de la nouvelle voïvodie de Lublin.